# Tazio Carlevaro
Tazio Carlevaro (27 de julio de 1945, Bellinzona) es un médico, psiquiatra y psicoterapeuta suizo. Versado en interlingüística habla fluidamente Esperanto, Ido e Interlingua. 
Fue un esperantista muy activo y coautor del trabajo "Esperanto en perspektivo", publicado en 1974. En los años 70 fue un miembro del círculo poético La Patrolo (La Patrulla). En los años 80 colaboró con la Akademio Internacia de la Sciencoj San Marino. Entre 1980 y 1985 presidió LF-koop, cooperativa de la revista Literatura Foiro (Feria Literaria).
En la conferencia de Gesellschaft für Interlinguistik en 1997 disertó en interlingua e ido, los cuales habla fluidamente. Ya en 1973 trabajó en la obra en Ido "Sociolinguistiko ed interlinguistiko (Introdukto al Antologio dil Idolinguo)".
Poco después abandonó el movimiento esperantista y dejó de ser el contacto de la Svisa Esperanto-Societo para el Cantón del Tesino.
Hasta 2006, fue el director de la Organizzazione Sociopsichiatrica Cantonale. Ahora trabaja de forma independiente.

## Algunas publicaciones
- 1972. The Naturalist School in Interlinguistics. Linguistische Berichte: LB-Papier 20. Ed.	Vieweg, 28 p.

- 1980. Analyse de la situat, 94 p.

- 1998. Domaine de la recherche en linguistique appliquée: contributions. Centre de documentation et d'étude sur la langue internationale. Ed. Hans Dubois, 235 p.

- 1999. Cxu Esperanto postvivos la jaron 2045? 2ª ed. de Dubois, 51 p. ISBN 888728203X, ISBN 9788887282030